# Joeri de Kamps
Joeri de Kamps, född 10 februari 1992, är en nederländsk fotbollsspelare som spelar som defensiv mittfältare för den grekiska klubben Volos.

## Karriär
I juli 2023 värvades de Kamps av IK Sirius, där han skrev på ett halvårskontrakt. I januari 2024 värvades de Kamps av grekiska Volos.

## Meriter
Joeri de Kamps blev slovakisk mästare med ŠK Slovan Bratislava 2019, 2020 och 2021.